# Mimetus sennio
Mimetus sennio är en spindelart som först beskrevs av Arthur Urquhart 1891.  Mimetus sennio ingår i släktet Mimetus och familjen kaparspindlar. Inga underarter finns listade i Catalogue of Life.